# Welrod

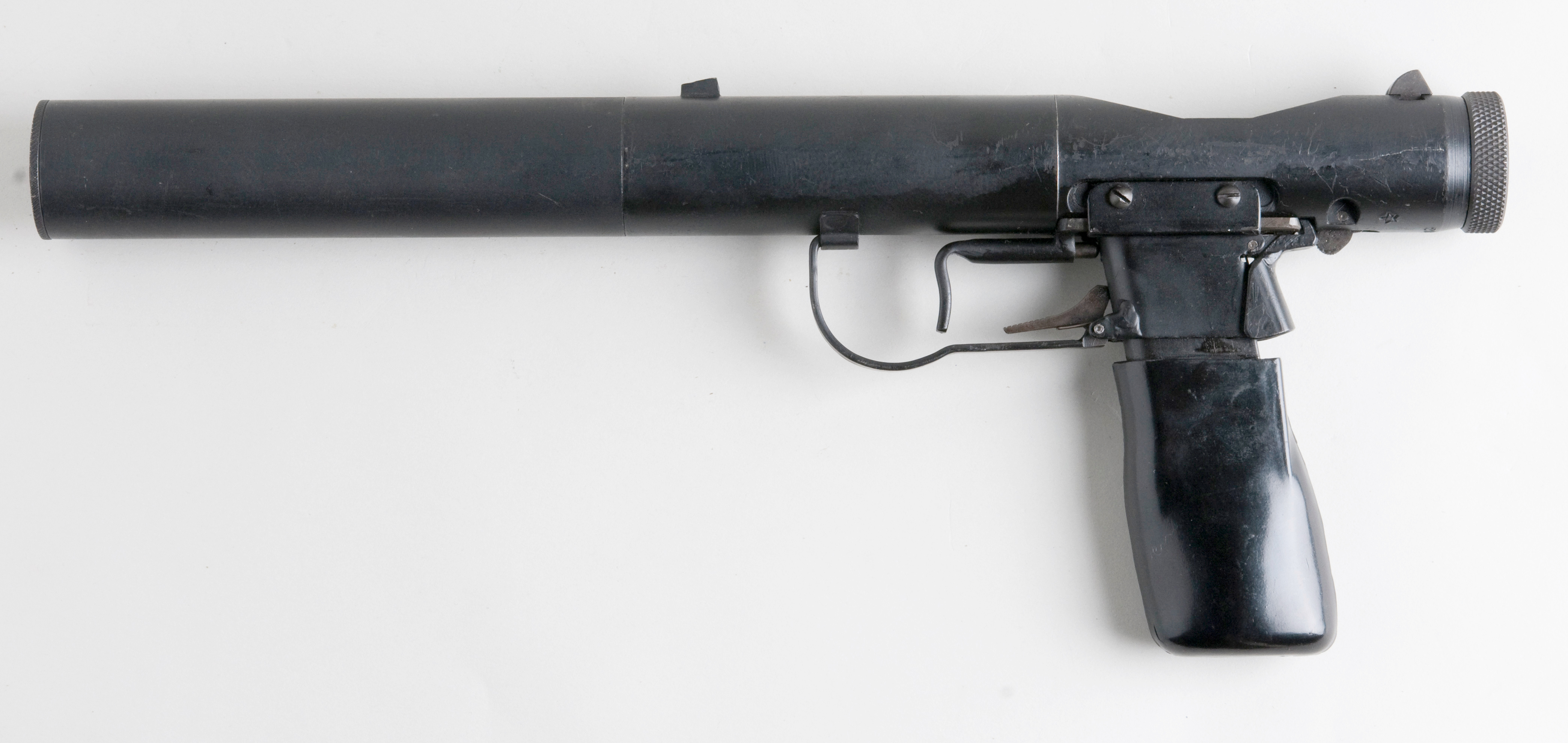
Un pistolet 9 mm Welrod

Le Welrod est un pistolet silencieux, connu sous le surnom de « pistolet assassin », conçu par les Britanniques durant la Seconde Guerre mondiale.Le Welrod est de conception très simple afin de maximiser sa discrétion. La poignée sert à loger les cartouches de.32 acp, au nombre de huit. L'arme a une série de chicanes et de rondelles en plastique afin de détendre les gaz et réduire la bruit à la bouche. 
Il a été utilisé principalement par les agents du SOE pour éliminer d'une manière discrète les sentinelles lors de leurs raids sur les côtes normandes tenues par les Allemands. En 1943, les Britanniques ont largué les premiers Welrods en Belgique pendant la mission « Tybalt II ». Ce plan est soutenu par les chefs des opérations du SOE pour armer les résistants du Front de l'indépendance de Belgique.
Le Welrod est chambré soit en 9mm Luger (9x19 mm), soit en 32. ACP. Ces deux calibres étant utilisés par l'Allemagne pendant la Seconde Guerre Mondiale pour ses armes de petits calibres. C'est un pistolet à verrou, autrement dit l'opérateur doit reculer et tourner la culasse après chaque tir afin d'évacuer la douille et réengager une cartouche dans le canon. 
Après la Seconde Guerre mondiale, le Welrod reste utilisé lors du conflit nord-irlandais, de la guerre des Malouines et de l'Opération Tempête du Désert

## Apparitions
Dans la saison 1 de Person of interest, par un ancien agent de la STASI.
Dans le jeu vidéo Medal of Honor : Soleil levant', vous l'utilisez dans l'une des missions d'infiltration.
Dans la série de jeux vidéo Sniper Elite, le Welrod est l'arme secondaire du personnage principal.
Dans le jeu vidéo Battlefield V, vous pouvez acheter un Welrod.
Dans le jeu vidéo Call of Duty: Black Ops Cold War, vous utilisez dans une mission un Welrod avec des fléchettes tranquillisantes.
Dans le jeu vidéo Insurgency: Sandstorm, le Welrod fait partie des pistolets utilisables.